# Брегалнишко-Струмишка операция
Брегалнишко-Струмишката операция е настъпателна операция на Четвърта българска армия по време на първата фаза от участието на България във Втората световна война с цел осигуряване на левия фланг на Първа българска армия и да се прекъснат пътищата за отстъпление на 300 000 германски войници от състава на група армии „Е“.
Проведена от 15 октомври до 14 ноември 1944 г.
Четвърта българска армия (22 500 души, 85 оръдия и 180 минохвъргачки) с командващ Боян Урумов трябва да настъпи в направлението Горна Джумая – Велес, което е спомагателно за българската армия. Срещу нея се отбраняват части от 22-ра германска пехотна дивизия. Задачата на армията е да овладее района на Щип и като прегради направленията Струмица–Пехчево и от Щип към Кратово, да осигури левия фланг на българската армия. Първоначално Четвърта армия (от 30 октомври вече командвана от генерал-майор Асен Сираков) има в състава си само Пета пехотна дунавска дивизия, но в хода на бойните действия са ѝ придадени Седма пехотна рилска дивизия и Втора конна бригада. Предвижда се съдействие и от югославския Брегалнишко-Струмишки корпус.
Настъплението на армията започва на 15 октомври. Като сломяват последователно противниковата съпротива, войските освобождават Кочани, а по-късно овладяват района на Щип. Това им позволява да преминат в преследване на оттеглящия се към долината на река Вардар противник. На 10 ноември е овладян Велес. С това завършва Брегалнишко-Струмишката операция.